# Ciocănești, Călărași
Ciocănești là một xã thuộc hạt Călărași, România. Dân số thời điểm năm 2002 là 4998 người.